# Lila Dickfuß
Der giftige Lila Dickfuß (Cortinarius traganus) ist eine Pilzart aus der Familie der Schleierlingsverwandten (Cortinariaceae). Die mittelgroßen Fruchtkörper haben jung einen lilafarbenen, seidigglänzenden Hut und einen keulig bis knolligen Stiel. Wegen seines safrangelblichen Fleisches, das unangenehm süßlich-karbidartig riecht, wird er auch Safranfleischiger Dickfuß genannt. Die Fruchtkörper erscheinen von August bis November vorwiegend im Nadelwald.

## Merkmale

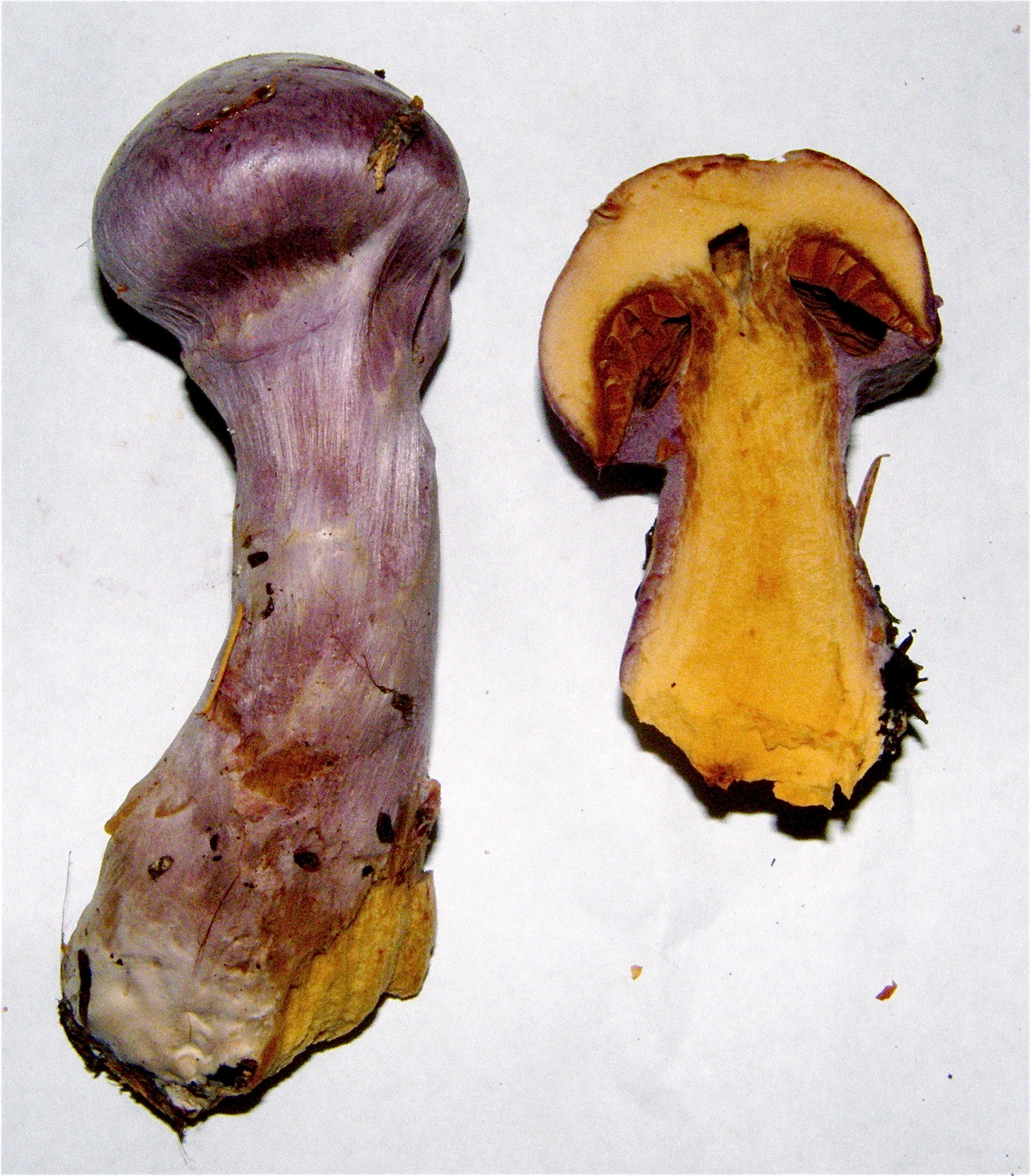
Safrangelbes Fleisch eines längs aufgeschnittenen Fruchtkörpers des Lila Dickfußes

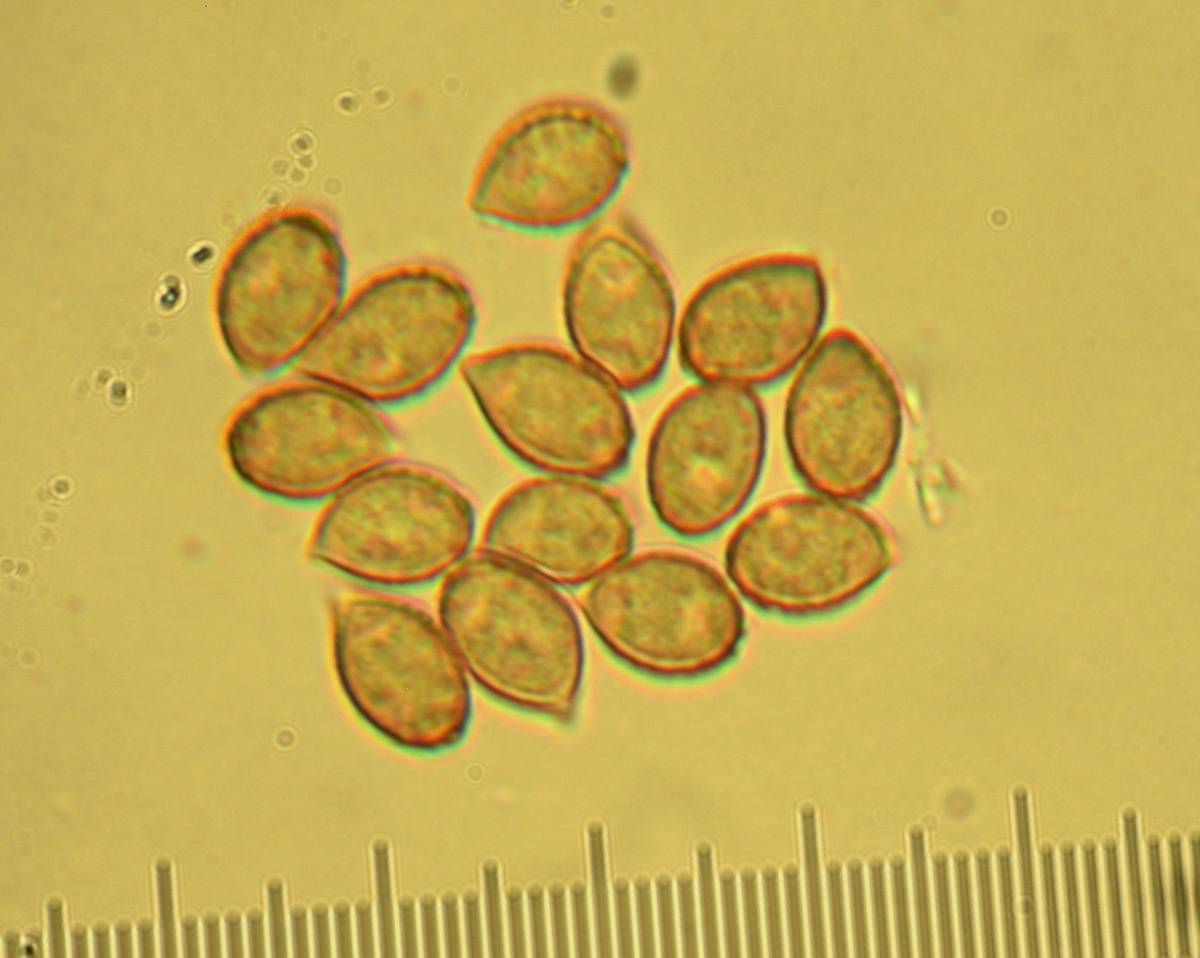
Sporen des Lila Dickfußes im Lichtmikroskop

### Makroskopische Merkmale
Der Hut ist 5–12 cm breit, jung fast kugelig und später gewölbt bis ausgebreitet. Die trockene, seidig glänzende Oberfläche ist jung lila bis blauviolett gefärbt, blasst dann silbrig-grau aus und ist im Alter schmutzig gelbbraun bis braun. Der Rand ist jung durch den blass lilafarbenen und stark entwickelten Schleier (Cortina) mit dem Stiel verbunden und bleibt lange mit Resten des Schleiers behangen.
Die ziemlich dicht stehenden, untermischten Lamellen sind ausgebuchtet am Stiel angewachsen. Sie sind jung blassocker bis gelbbraun und verfärben sich später zimtbraun bis rostbraun, sind aber niemals violett gefärbt.
Der keulige bis knollige Stiel ist 5–10 cm lang und 1–2 cm breit. Er ist fest, jung blassviolett gefärbt und blasst ockerlich aus. Durch das zottige, jung blassviolette, später weißliche Velum erscheint er fast gestiefelt. Bei Reife hat die Stielspitze durch das ocker bis rostbraune Sporenpulver eine faserige, rostbraune Ringzone. Die keulenförmige Basis ist bis zu 4 cm dick.
Das dicke Fleisch ist safrangelblich bis ockerbräunlich. Es riecht süßlich widerlich bis stechend karbidartig (nach Acetylen) und schmeckt unangenehm und manchmal bitter.

### Mikroskopische Merkmale
Die apfelkernförmigen, fein warzigen Sporen sind 7–10 µm lang und 4–6 µm breit.

## Artabgrenzung
Der Lila Dickfuß ist vor allem durch seinen unangenehmen, süßlich-karbidartigen Geruch gekennzeichnet, aber auch durch das safrangelbe Fleisch. Auch die trockene seidige Huthaut hilft, ihn von ebenfalls violett gefärbten Schleimköpfen abzugrenzen, die eine schmierige Huthaut haben. Sehr ähnlich ist der Bocks-Dickfuß (Cortinarius camphoratus), der jedoch sehr stark nach Ziegenbock riecht und ein violettes Fleisch besitzt.
Eine oberflächliche Ähnlichkeit haben auch der essbare Dunkelviolette Schleierling (Cortinarius violaceus), der dunkler gefärbt ist und eine fein-filzige bis samtig-schuppige Huthaut hat, sowie der Violette Rötelritterling (Lepista nuda), der aber niemals einen Schleier hat.

## Ökologie
Die Fruchtkörper des Lila Dickfußes erscheinen von August bis November, bisweilen auch schon früher. Man findet den Pilz meist in Nadelwäldern, wo er besonders gern unter Fichten in der Streu zwischen Flechten und Moosen wächst. Er kommt besonders in Mittelgebirgslagen vor und bevorzugt saure und trockene Böden.

## Verbreitung

Europäische Länder mit Fundnachweisen des Lila Dickfußes.
Legende:
grün = Länder mit Fundmeldungen
cremeweiß = Länder ohne Nachweise
hellgrau = keine Daten
dunkelgrau = außereuropäische Länder.

Der Pilz kommt in Nordamerika (Kanada, USA), Asien (Südkorea) und Europa vor. In den Niederlanden, England, Wales und auf der Irischen Insel ist der Dickfuß sehr selten, in Schottland etwas häufiger. In Bulgarien ist er in den Gebirgen weit verbreitet und in Griechenland ziemlich selten. In Deutschland kann der Dickfuß in Mittelgebirgslagen ziemlich häufig sein.

## Bedeutung
Der Lila Dickfuß ist schwach giftig. Etwa eine halbe Stunde bis drei Stunden nach dem Essen ruft der Pilz Übelkeit und Erbrechen hervor.